# Knížecí stolec (rozhledna)
Rozhledna Knížecí stolec je bývalá jednopatrová dřevěná rozhledna vysoká asi 8 metrů, jež byla postavena v roce 2012 na vrcholu Knížecího stolce. Přístup byl možný jen ve dnech stanovených Režimovým a bezpečnostním opatřením, platným pro území vojenského újezdu Boletice. Pata vyhlídky se nacházela v nadmořské výšce 1236 metrů.

## Historie a technická data
Rozhledna byla patrová zastřešená dřevěná vyhlídka vysoká 8 metrů. Postavena byla v roce 2012 na místě původní rozhledny z roku 1938. Leží přibližně 5 km severovýchodně od obce Želnava ve vojenském újezdu.  Zhotovitelem dřevostavby bylo prachatické tesařství HOPI S+S s.r.o., které v roce 2016 vystavělo téměř identickou rozhlednu Jezerní vyhlídka u Horní Plané. Na konci roku 2023 byla rozhledna zavřena a v lednu 2024 odstraněna cvičným odstřelem.

## Výhled
Z vyhlídkového prostoru byla ve výšce 4,3 metrů dobrá viditelnost na okolní pohraniční hory – Smrčina, Plechý, Luzný, Boubín, Bobík, Libín a Vítkův kámen, Haidel, Kleť, za příznivého počasí lze vidět také Alpy.